# 사사노
사사노(이탈리아어: Sassano)는 이탈리아 캄파니아주 살레르노도에 있는 코무네이다.

## 같이 보기
- 발로 디 디아노